# تسولاک آمریکیان
تسولاک کروبی آمریکیان (ارمنی: Ցոլակ Քերոբի Ամերիկյան؛ انگلیسی: Tsolak Amerikyan؛ ۲۳ سپتامبر ۱۸۸۷ – ۱۷ سپتامبر ۱۹۶۴) یک بازیگر اهل ارمنستان بود. وی بین سال‌های ۱۹۳۸ تا ۱۹۶۲ میلادی فعالیت می‌کرد.

## زندگی‌نامه
وی در (۵ اکتبر) ۲۳ سپتامبر ۱۸۸۷ در ترابزون به دنیا آمد و از فارغ‌التحصیل گشت. وی برنده جوایزی همچون هنرمند مردمی ارمنستان شوروی (۱۹۴۷) شد. وی در ۱۷ سپتامبر ۱۹۶۴ در سن ۷۶ سالگی در لنیناکان درگذشت.

## گزیده فیلمشناسی
از فیلم‌ها یا برنامه‌های تلویزیونی که وی در آن نقش داشته‌است می‌توان به زانگزور (۱۹۳۸)، قلب مادر (۱۹۵۷)، تژوژیک (۱۹۶۱) اشاره کرد.